# A sud del paradiso
A sud del paradiso (South of Nowhere) è una serie televisiva statunitense creata da Thomas W. Lynch. Era una serie diretta principalmente agli adolescenti e venne trasmessa per la prima volta il 4 novembre, 2005. Sono state prodotte tre stagioni. Il 29 febbraio, 2008, il canale The N ha annunciato che gli ultimi episodi della terza stagione, in onda dall'ottobre del medesimo anno, sarebbero stati anche i conclusivi del telefilm.
A sud del paradiso ha incontrato i favori e le recensioni estremamente positive da parte di alcuni importanti quotidiani, come TV Guide, The Boston Tribute, New York Post, New York Daily News, Entertainment Weekly, e Variety.
La serie è stata trasmessa per la prima volta in Italia dal canale satellitare Fox a partire dal 6 febbraio 2008, con il titolo A sud del paradiso.

## Trama
La serie racconta le vite dei membri della famiglia Carlin, che si trasferiscono dall'Ohio a Los Angeles, in California. Una delle storie principali riguarda la relazione tra Spencer Carlin e la sua nuova amica Ashley Davies, che esprime apertamente la sua preferenza per le ragazze. La profonda amicizia tra le due ragazze induce Spencer ad interrogarsi sul suo orientamento sessuale, tematica che ha creato alcune controversie prima della messa in onda del telefilm.
Nella prima stagione viene presentata la famiglia Carlin e in particolare Spencer, il personaggio principale. Spencer cerca di adattarsi alla vita di Los Angeles, diversa da quella nell'Ohio. Nella nuova scuola Spencer incontra nuovi amici e rapidamente si lega in modo particolare ad Aiden e Ashley. La relazione con Ashley nel corso degli episodi diventa così profonda da andare oltre l'amicizia, nella seconda serie.
Negli episodi della seconda stagione si parla in particolare della relazione tra Ashley e la sua sorellastra, della quale ha appena scoperto l'esistenza, del Coming out di Spencer, di Clay e della sua ragazza che aspetta un bambino e di Glen che ha una dipendenza da antidolorifici. Al termine della stagione vediamo degli studenti feriti che vengono trasportati su alcune barelle coperte, ma questa scena non ha un seguito e, insieme a quella di un telefono che suona (probabilmente nel soggiorno dei Carlin), è usata per creare suspense: la stagione 3 inizia infatti da questo punto.
La terza è la stagione conclusiva della serie, nella quale Brooke Vallone si unirà al cast, nel ruolo di Carmen, la nuova innamorata di Spencer. Questo fa capire che Spencer ed Ashley si sono lasciate. Nonostante Mandy Musgrave (Ashley) sostiene che ai fan questo piacerà, molto probabilmente odieranno l'idea. Nonostante le difficoltà che Spencer ed Ashley attraverseranno, la loro relazione non terminerà.

## Episodi
| Stagione         | Episodi | Prima TV originale | Prima TV Italia |
| ---------------- | ------- | ------------------ | --------------- |
| Prima stagione   | 10      | 2005-2006          | 2008            |
| Seconda stagione | 13      | 2006               | 2008            |
| Terza stagione   | 17      | 2007-2008          | inedita         |

## Produzione
Come gli altri programmi su The N, anche questa serie ha affrontato tematiche realistiche come l'omosessualità, il razzismo, l'aborto, l'adozione, l'omofobia, la tossicodipendenza, l'alcolismo e gravidanza negli adolescenti, l'impotenza, la morte, i crimini violenti, l'arresto, l'infedeltà, l'uso di preservativi, il college, lo stress, le famiglie adottive, le cattive compagnie, la sessualità, il servizio militare e la religione.
A sud del paradiso è la prima serie originale di The N che ha delle lesbiche come protagoniste e che ha iniziato a trasmettere sul web. Ogni episodio dura mezz'ora, compresa di pubblicità (la durata effettiva di ogni episodio è 23-25 minuti); l'episodio pilota ha la durata di un'ora (46 minuti effettivi).
The N ha inizialmente commissionato undici episodi della serie. Molti pensano che The N abbia interrotto a metà la serie, ma in realtà c'è stata semplicemente un'interruzione di quattro settimane. Il telefilm è ritornato in onda nel gennaio 2006, con gli episodi mancanti. Durante questa interruzione sono andate in onda delle interviste con due dei protagonisti, Gabrielle Christian e Matt Cohen. Durante la prima stagione, tutti i personaggi usavano dei cellulari della serie Motorola. Durante la seconda stagione, tutti usavano cellulari Nokia.
La seconda stagione avrebbe dovuto iniziare il 6 ottobre 2006, ma è stata anticipata al 29 settembre 2006. Il primo episodio della seconda stagione è andato in onda subito dopo il primo episodio della sesta stagione di Degrassi: The Next Generation. Lo share della seconda stagione è aumentato del 35% rispetto alla prima e il 17 novembre il telefilm ha raggiunto un picco del 2.16, così il network ha ufficialmente annunciato la messa in onda di una terza stagione di e sono stati commissionati altri 16 episodi. La casa di Ashley nel telefilm è stata recentemente utilizzata per una pubblicità di Burger King.

## Colonna sonora
- La colonna sonora della prima stagione è I Don't Want to Know (If You Don't Want Me) del gruppo rock The Donnas.
- La colonna sonora della seconda stagione è Wasted di LP
- La canzone utilizzata per i trailer pubblicitari era No Money Fun di Oly.
- La canzone utilizzata per le pubblicità della stagione 2 è Perfect Vision di Montag.
- La canzone utilizzata per le pubblicità della stagione 3 è Deep di Ben Broussard.